# MC Leozinho
MC Leozinho, nome artístico de Leonardo Freitas Mangeli de Brito (Niterói, 6 de maio de 1977), é um cantor e compositor de funk melody brasileiro. Fez muito sucesso com a canção "Ela Só Pensa em Beijar", podendo então lançar seu primeiro CD solo no primeiro semestre de 2006.
Durante o ano de 2009, MC Leozinho realizou diversas apresentações na TV, principalmente no SBT, nos programas dominicais de Celso Portiolli e Silvio Santos. Em 15 de novembro de 2009, MC Leozinho passou a fazer parte do grupo de participantes da segunda temporada do reality show A Fazenda que é exibido pela Rede Record. MC Leozinho foi o 10º eliminado da competição, com 53% dos votos no dia 24 de janeiro de 2010.
Em 2015, MC Leozinho participou da quarta temporada do talent show Super Chef Celebridades, que é exibido como um quadro do programa Mais Você, ao lado de outros participantes daquela temporada que foram: Bianca Rinaldi, Totia Meireles, Julio Rocha, Fiuk, Miá Mello, Giba e Fernando Ceylão. MC Leozinho acabou ficando em  5.º lugar na competição.

## Discografia
| Ano  | Álbum                    | Posição nas paradas | Vendas  |
| Ano  | Álbum                    | Brasil              | Vendas  |
| ---- | ------------------------ | ------------------- | ------- |
| 2006 | "Se Ela Dança, Eu Danço" | 1                   | 100.000 |
| 2007 | "Sente a Pegada"         | 66                  | 20.000  |
| 2010 | "Misturado Tambor"       | —                   | + 3.000 |
| 2012 | "MC Leozinho - Ao Vivo"  | —                   | + 3.000 |

| Ano  | Canção                                            | Posição nas paradas | Posição nas paradas | Álbum                 |
| Ano  | Canção                                            | Brasil              | Hit Parade Brasil   | Álbum                 |
| ---- | ------------------------------------------------- | ------------------- | ------------------- | --------------------- |
| 2006 | "Ela Só Pensa em Beijar (Se Ela Dança, Eu Danço)" | 1                   | 1                   | Se ela Dança Eu Danço |
| 2006 | "O Show"                                          | 22                  | 18                  | Se ela Dança Eu Danço |
| 2007 | "Negro Gato"                                      | 97                  | —                   | Sente a Pegada        |
| 2007 | "Sente a Pegada"                                  | —                   | —                   | Sente a Pegada        |
| 2012 | "Toda Gostosa"                                    | 49                  | —                   | MC Leozinho - Ao Vivo |
| 2013 | "Minha Vida Toda"                                 | —                   | —                   | MC Leozinho - Ao Vivo |
| 2015 | "Patricinha da Favela"                            | 87                  | —                   | —                     |